# Viola crassiuscula
Viola crassiuscula Bory – gatunek roślin z rodziny fiołkowatych (Violaceae). Występuje endemicznie w górach Sierra Nevada na południu Hiszpanii. 

## Morfologia
PokrójBylina tworząca kłącza.
LiścieBlaszka liściowa ma owalny kształt. Mierzy 1–4,5 cm długości oraz 0,8–3 cm szerokości, jest karbowana lub ząbkowana na brzegu, ma sercowatą nasadę i spiczasty lub ostry wierzchołek. Ogonek liściowy jest nagi i ma 20 mm długości. Przylistki są lancetowate i osiągają 12 mm długości.
KwiatyPojedyncze, wyrastające z kątów pędów. Mają działki kielicha o lancetowatym kształcie. Płatki są owalne i mają białą barwę, dolny płatek jest odwrotnie jajowaty, posiada obłą ostrogę o długości 5-6 mm.

## Biologia i ekologia
Rośnie na terenach skalistych. Występuje na wysokości od 2200 do 3400 m n.p.m.